# Театр КВН ДГУ
Днепропетровский театр «КВН ДГУ» был создан в 1994 году на базе команды КВН Днепропетровского государственного университета, основанной в 1987 году.
С 1999 года театр стал муниципальным и получает поддержку городского совета Днепропетровска, причём решение сессии горсовета датируется 1 апреля 1999 года.
Все эти годы театр ведет активную гастрольную деятельность в странах СНГ, США, Израиле, Германии, постоянно выступает с концертами, неоднократно проводил традиционный фестиваль команд КВН в Днепропетровске во Дворце спорта. В 2000 году театр «КВН ДГУ» при поддержке мэра Днепропетровска Ивана Куличенко стал учредителем Открытой Днепровской лиги КВН — региональной лиги АМиК.
Художественный руководитель театра и автор — Григорий Гельфер, автор — Евгений Гендин, режиссёр и ведущий актёр — Евгений Чепурняк.
Театр «КВН ДГУ» выступает с несколькими программами, которые состоят из материалов прошлых лет и новых произведений.
С 2011 года театр сотрудничает с телеканалом ТВі — в программе «Вечер с Николаем Княжицким» выходят видеоверсии музыкальных номеров театра, а с мая 2012 года на телеканале ТВі выходит программа «Кабаре „Веселый песецЪ“» с участием авторов и артистов театра. Все видеоверсии спектаклей театра выложены на YouTube с тегом «Кабаре „Веселый песецЪ“».
В 2012 году театр отметил свой юбилей праздничным концертом в театре оперы и балета.
Сейчас авторы работают над новым проектом «Это опера, детка» совместно с коллективом оперного театра.

## История в КВН
- 1987 Создание команды КВН ДГУ
- 1987 17 октября Первая телевизионная игра команды. Четвертьфинал с командой КВН МГУ (победа)
- 1987 21 ноября Телевизионный эфир четвертьфинала с МГУ
- 1988 16 июля Полуфинал с командой КВН НГУ. Тема игры — «Новоселье во Дворце молодежи» (ничья)
- 1988 17 июля Телевизионный эфир полуфинал с НГУ
- 1988 26-29 сентября Первые концерты команды КВН ДГУ в родном Днепропетровске
- 1988 Финал с командами НГУ и МГУ (второй результат. Чемпионы — НГУ)
- 1988 30 декабря Телевизионный эфир. В телепрограмме «Взгляд» демонстрируется номер «Переведи меня на хозрасчет»
- 1989 1 января Телевизионный эфир финала с НГУ и МГУ
- 1990 Вице-чемпион КВН сезона 1990 г. (чемпион импровизации)
- 1990 Организация и участие в первом фестивале КВН КиВиН 90 в Днепропетровске
- 1992 Последний сезон в играх КВН
- 1992 Команде присвоено звание «академической»
- 1994 26 мая Создан Театр КВН ДГУ

## История после КВН
- 2009 Создание проекта в жанре политического кабаре — «Весёлый ПесецЪ».

## Хронология успеха
- 1988 Команда КВН ДГУ — вице-чемпион КВН сезона 1987—1988 гг.
- 1991 Лауреат фестиваля театров-кабаре ПАКА в Кракове (Польша)
- 1992 Лауреат фестиваля театров-кабаре ПАКА в Кракове (Польша)
- 1993 Участник фестиваля «Золотой Остап»
- 1995 Обладатель «Серебряного кивина» на первом музыкальном фестивале «Голосующий КиВиН» (с 1996 года — «Голосящий КиВиН»)
- 1997 Обладатель «Золотого кивина» на музыкальном фестивале «Голосящий КиВиН» в Юрмале
- 1998 Участник фестиваля «Золотой Остап»
- 1999 Обладатель Кубка Президента Украины
- 2000 Лауреат фестиваля театров-кабаре в Санкт-Петербурге

## Состав театра (бывшие и нынешние)
- Бобриков Игорь Леонидович (ум.3 апреля 2008 года[1])
- Богуславский Юрий Александрович
- Гельфер Григорий Аркадьевич (автор)
- Гендин Евгений Марксович (автор)
- Дан Юрий Юрьевич (музыкант) (ум. 23 апреля 2024 года [2])
- Евсеенко Андрей Васильевич
- Колесник Геннадий Дмитриевич
- Кольцов Владимир Анатольевич (ум. 27 июня 2015 года[3][4])
- Константиновский Александр Михайлович (автор)
- Почуев Вадим Анатольевич (музыкант)
- Поликарпов Роман Викторович (музыкант)
- Сергеев Александр Владимирович
- Сильничий Вадим Леонидович (музыкант)
- Соляник-Голубенко Илона Геннадьевна
- Худимов Борис Леонидович (ум. 5 июля 2023 года [5])
- Чепурняк Евгений Самойлович — в 2019 году получил звание Народного артиста Украины[6]
- Шмидт Владислав Игоревич (ум. 15 февраля 2021 года [7])
- Ёлкина Ирина Евгеньевна
- Дедовец Владислав Валерьевич
- Полеонок Сергей Юрьевич

## Яркие номера команды
- 1988 «Песня заводских труб»
- 1988 «С чего начинается мафия» («С чего начинается Родина»)
- 1988 «Переведи меня на хозрасчет» («Переведи меня через майдан»)
- 1990 «Лучше меньше да лучше» («Беловежская пуща»)
- 1992 «Песня о счастье» («А знаешь, все ещё будет»)
- 1993 «Форос» («Тот, кто раньше с нею был»)
- «Прощание русской водки с украинским салом»
- 1993 «Эмманюэль» — в этом номере российские обыватели смотрят в кинотеатре «Эммануэль». В его конце под звуки музыки к фильму и «Марсельезы» кавээнщики разделись до белья, а Ирина Ёлкина показала левую грудь, так что финальная композиция напоминала картину Эжена Делакруа «Свобода, ведущая народ» (но на картине — правая обнажена).
- 1995 «Песня о выборе» («Белый лебедь на пруду»). Приз «Серебряный КиВиН» на первом музыкальном конкурсе 1995 г.
- 1997 «Сходка», вокально-криминальная сюита (приз «Золотой КиВиН» 1997)
- 1998 «Песня про КВН»
- 1995 «АХИЛЛИАДА» Античный трагикапустник
- 1999 ТЕЛЕПРОЕКТ «ШОУ № 330, или ШКОЛА ОДИНОКИХ УЧИТЕЛЕЙ»
- 2003 ТЕЛЕПРОЕКТ «Старпёр-МИССИЯ СПРАВЕДЛИВОСТИ»
- 2006 «Подводная лодка в степях Украины». Кубок Президента Украины
- 2007 Песня «Спускаясь к великой Игре». Проект АМиК «Вне игры»

## Кабаре «Весёлый ПесецЪ». Популярные номера
- «Детка, это Днепр»
- «Шо мы?»
- «Кто. Где. Был»
- «Улица Козюлькинская»
- «Бар „Тагил“»[8] на мотив известной песни «Шестнадцать тонн», где «…авторы видео показали, как россиян зомбируют через телевидение, рассказывая о „хунте“, „нацистах“ в Украине. В результате добровольцы после поездки в Донбасс возвращаются в бар „Тагил“ травмированными, а на их местах уже отдыхают китайцы[9]».
- «Нас сливают?»
- «Последняя осень»
- «Ты не видишь, шо ли»
- «Ария депутата»
- «Повесть о настоящем фейке»
- «Киевская допотопная»
- «Проститься…»
- «Я в „Свободе“»
- «Не дай ему уйти»
- «Малява»
- «Футболка»
- «Таможенный союз, ветер северный»
- «Татьяна»
- «Самоволочка»
- «Я милого узнаю по походке»
- «Крик души — песня мужика»
- «Баллада о журналисте»
- «Мы оглянулись посмотреть»
- «Украина — макарена»
- «Письмо А.Вертинского Ю. В. Тимошенко»
- «Тушки — как люди»
- «Я — откат»
- «Пора на дембель всем»
- «Порошок»
- «Шоу маст вагон»
- «Летят перелетные яйца»
- «Подам, подам»
- «Американо»
- «Еще не вече»
- «За двумя зайцами»
- «Генералы песчаных карьеров»

## Театр КВН ДГУ в документах
- 1997 Аудио компакт диска «Театр КВН ДГУ. 10 лет шутя»
- 1997 Книга «Театр КВН ДГУ или 10 лет шутя»
- 2012 «ЖИВЫЕ» КОНЦЕРТЫ КАБАРЕ «ВЕСЁЛЫЙ ПЕСЕЦЪ» — диски с полным собранием клипов.